# Rastovac (miasto Grubišno Polje)
Rastovac – wieś w Chorwacji, w żupanii bielowarsko-bilogorskiej, w mieście Grubišno Polje. W 2011 roku liczyła 40 mieszkańców.